# Мат Каррика

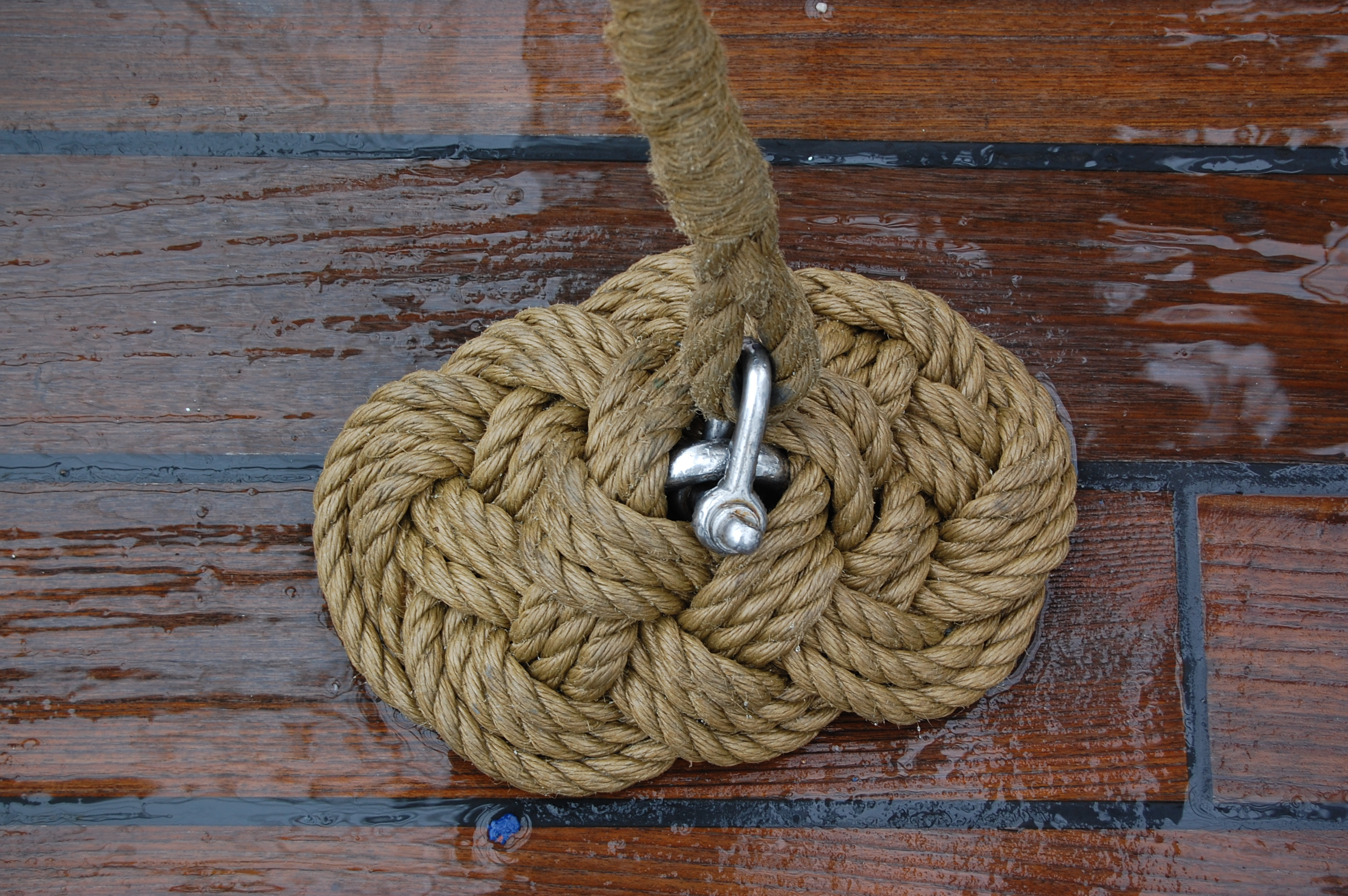
Один из вариантов применения мата Каррика на парусном корабле — защита ног от спотыкания о рым на палубе

Мат Ка́ррика — узел, применяемый в декоративных целях. Название получил из-за схожести с плоским узлом (Carrick Bend). В настоящее время один из декоративных узлов. Иногда используют в качестве подставки.
В простейшем варианте идентичен узлу «турецкая голова» в 3-шлага, 4-петли.